# Megalepthyphantes bkheitae
Espèce
Synonymes
- Lepthyphantes bkheitae Bosmans & Bouragba, 1992

Megalepthyphantes bkheitae est une espèce d'araignées aranéomorphes de la famille des Linyphiidae.

## Distribution
Cette espèce est endémique d'Algérie.

## Publication originale
- Bosmans & Bouragba, 1992 : Trois nouvelles Linyphiidae de l'Atlas Algérien, avec la description du mâle de Lepthyphantes djazairi Bosmans, et la redescription de Lepthyphantes homonymus Denis (Araneae). Bulletin & Annales de la Société Entomologique de Belgique, vol. 128, p. 245-262.